# カレル・カールス
カレル・カールス（Karel Kaers、1914年6月3日 - 1972年12月20日）は、ベルギー、フォセラール出身の元自転車競技選手。

## 来歴
ロードレースと、6日間レースを中心としたトラックレースで活動。プロ活動の年代は1933年から1948年まで。
1934年4月18日に行われた、世界選手権自転車競技大会・プロロードレース（現 同大会・エリート個人ロードレース）を、19歳10ヶ月の年齢で制した。この記録は今もなお、同大会同種目の最年少記録である。
1937年、国内選手権・ロードレース優勝。
1938年、パリ6日間レース 優勝（アルベール・ビイエとのコンビ）。
1939年、ロンド・ファン・フラーンデレン 優勝。国内選手権・個人追い抜き 優勝。ロンドン6日間レース及びコペンハーゲン6日間レース 優勝（オメル・デ・ブリュイケルとのコンビ）。
1940年、ブリュッセル6日間レース 優勝（オメル・デ・ブリュイケルとのコンビ）。